# Frits Moquette
Frédéric Jules Pierre Moquette (Amsterdam, 15 juni 1836 – Rotterdam, 9 november 1915) was een Nederlands predikant. Op jonge leeftijd streed hij voor de afschaffing van de slavernij.

## Levensloop
Frits Moquette groeide met zijn drie broers en twee zussen op in het gezin van zijn ouders Pierre Moquette en Christina Nahlop. Pierre Moquette had na een conflict zijn baan als boekhouder bij de Stichting Zeemanshoop opgezegd en kon daarna slecht aan nieuw werk komen. Hij vertrok in 1839 naar Suriname om daar te gaan werken op plantage L'Hermitage van zijn zwager. Drie maanden na zijn aankomst overleed hij door koorts. Christina Nahlop runde een winkeltje in koloniale waren aan de Nieuwmarkt in Amsterdam. De familie Moquette was oorspronkelijk afkomstig uit Frankrijk.   
Frits volgde middelbaar onderwijs aan het Stedelijke Gymnasium Amsterdam met ondersteuning van de Waalse Kerk in Amsterdam. Van 1856 tot 1862 studeerde hij filosofie en theologie in Utrecht en in Amsterdam, Parijs en Genève. Na zijn afstuderen in Utrecht was hij kandidaat voor het predikantschap voor de Waalse kerk. Hij gaf echter  de voorkeur aan een benoeming bij de Nederlandse Hervormde Kerk. In 1862 werd hij predikant van de Hervormde Gemeente in Jutphaas en vervolgens in Sluis (1866), Hijkersmilde (1870) en Sneek (1873). In 1891 werd hij beroepen in Rotterdam. In 1912 ging hij met emeritaat.
Naast zijn werkzaamheden als predikant vervulde Moquette vele nevenfuncties. Hij was voorzitter van de afdeling Rotterdam van de Vereeniging voor Christelijk Volksonderwijs en lid van het hoofdbestuur. Hij was een van de oprichters van het Anti-floreen Verbond (1874). Grondeigenaren die floreenbelasting betaalden bezaten het recht op het beheer van kerkelijke fondsen en bezittingen, het aanstellen van de plaatselijke predikant en de benoemingen van kerkvoogden. Het verbond streefde ernaar om hun invloed ongedaan te maken. Tijdens de doleantie van 1886 was hij lid van de hervormde synode, waar hij het opnam tegen Abraham Kuyper. Moquette was deskundige op het gebied van het kerkelijk recht en verzette zich in 1897 tegen voorgestelde wijzigingen in het Reglement op het beheer van kerkelijke goederen en fondsen. Hij was jarenlang hoofdredacteur van de Rotterdamsche kerkbode en redacteur van De Banier, een Fries blad op Christelijk-Historische grondslag.
Frits Moquette trouwde in 1865 met Rudolphina Johanna Krijt (1840-1928). Het echtpaar had drie zoons en een dochter: Hermine Moquette. Hij overleed in 1915 in Rotterdam en is begraven in Hellendoorn waar hij graag verbleef op zijn buitenplaats Duivecate.

## Strijd tegen slavernij

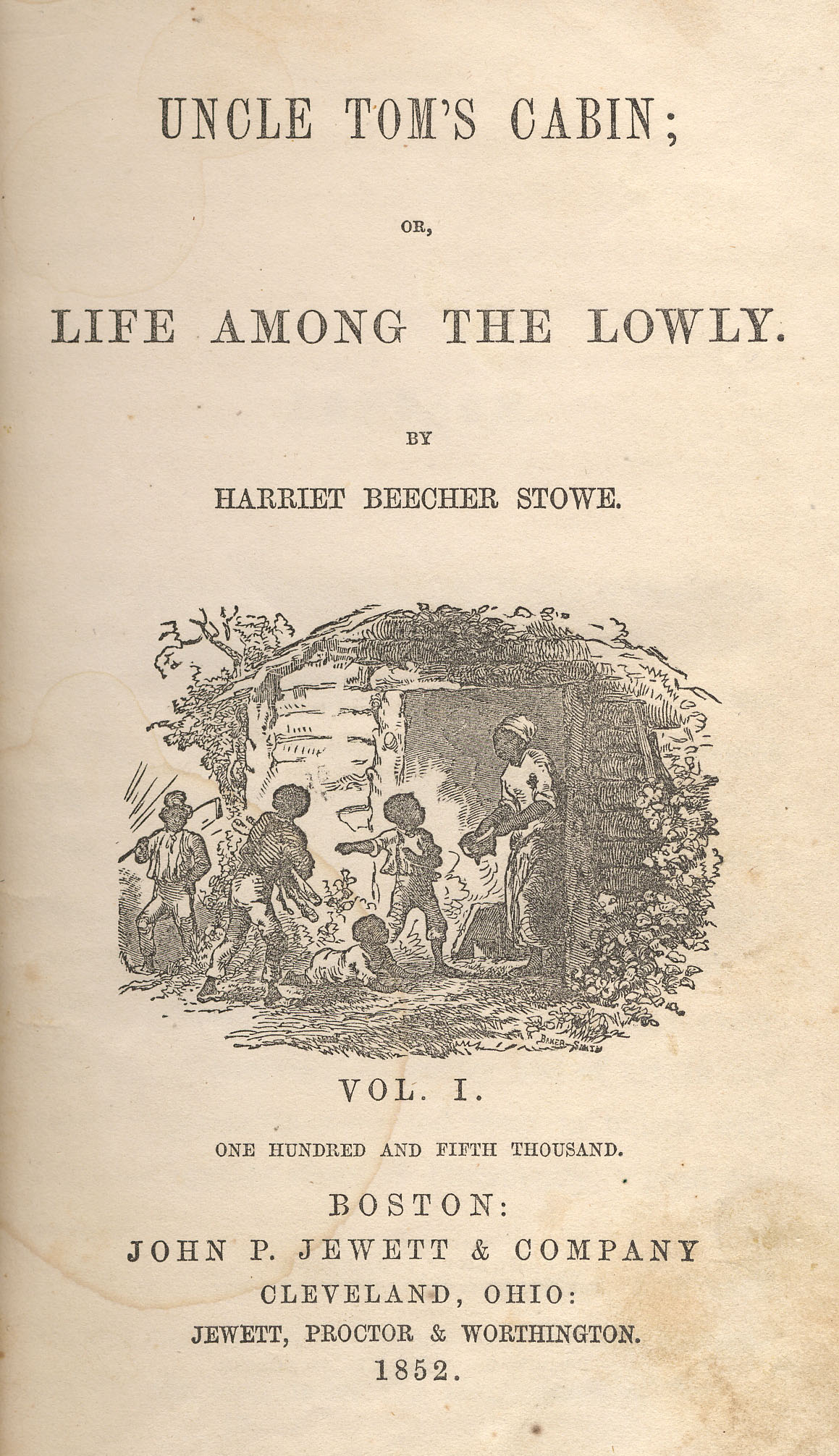
Titelpagina Uncle Tom's Cabin (1852)

Tijdens zijn middelbareschooltijd las Moquette De hut van Oom Tom van de Amerikaanse schrijfster Harriet Beecher Stowe. Het boek geeft een indringend beeld van de slavernij in Noord-Amerika en bevat een sterk pleidooi voor de afschaffing van de slavernij. Moquette herinnerde zich de verontwaardigde passages over de slechte behandeling van de slaven in de brieven die zijn vader vanuit Suriname naar huis had gestuurd en besloot in actie te komen. Op 13 november 1853 richtte hij het Nederlandsch Jongelings Genootschap ter Afschaffing der Slavernij op. Jonge mensen in de leeftijd van 16 tot 23 jaar konden lid worden. Het motto van het genootschap luidde Servitus Generis Humani Flagitum (Slavernij is de gesel der mensheid). De vereniging organiseerde maandelijkse bijeenkomsten waarin "den ongelukkigen toestand van den slaaf" werd besproken, evenals "de middelen die ons ten dienste staan om hunnen toestand te verzachten, kan het zijn hen vrij te maken". De statuten zijn opgenomen in De negerslaven in de kolonie Suriname, geschreven door Marten Douwes Teenstra.
In de discussie over de slavernij werden vooral economische en zakelijke argumenten uitgewisseld door de meer welvarende, oudere, mannelijke elite met politieke invloed. Het morele aspect ontbrak in die discussies. Frits Moquette, met zijn christelijke achtergrond, legde hier juist de nadruk op. Hij zag slavernij als een staatkundige fout, een belediging voor de mensheid en een zonde voor God. Hij probeerde invloed uit te oefenen op de politiek door jongeren te mobiliseren, het organiseren van lezingen en het sturen van brieven en petities.

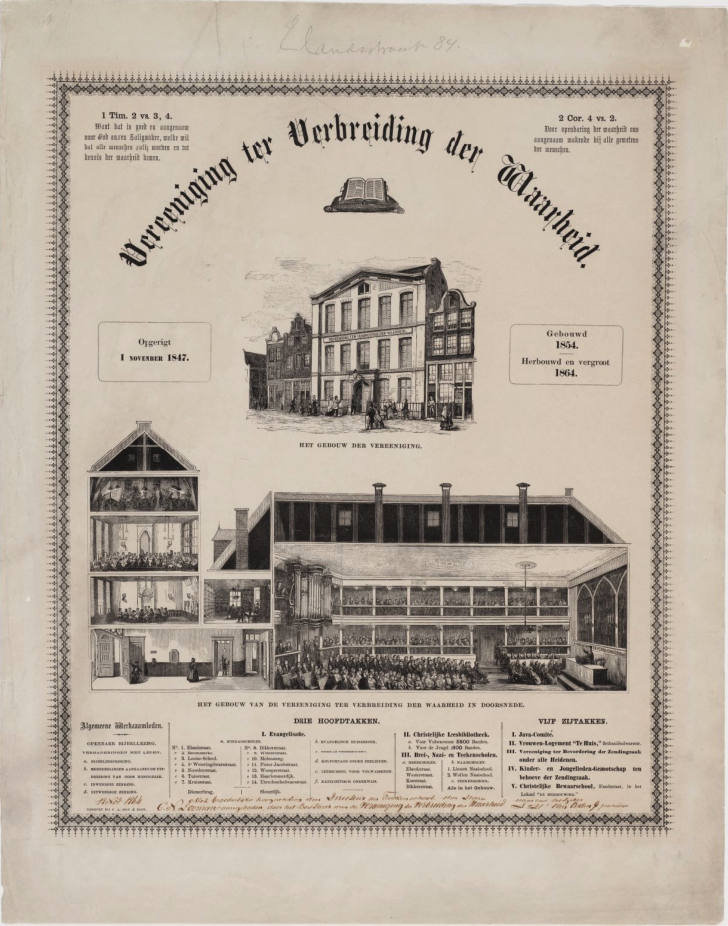
Vereniging ter Verbreiding der Waarheid. Hoofdgebouw Elandsstraat 84, Amsterdam

Moquette werkte samen met Anna Bergendahl die in 1855 het Dames-Comité ter Bevordering van de Evangelieverkondiging en de Afschaffing der Slavernij in Suriname had opgericht. Met de verkoop van handwerken en loten zamelde het comité geld in om slaafgemaakten vrij te kopen. Het Damescomité en het Jongelingsgenootschap belegden hun bijeenkomsten in het gebouw van de Vereniging ter Verbreiding der Waarheid te Amsterdam.
Het organiseren van massapetities aan de volksvertegenwoordiging was de kernactiviteit van de Britse antislavernijbeweging. Moquette wilde, net als in Engeland, van het abolitionisme een volksbeweging maken en zocht contact met Louis Alexis Chamerovzow, de secretaris van de  British and Foreign Anti-Slavery Society. Chamerovzow onderhield ook contact met het Damescomité en bracht verschillende malen een bezoek aan Nederland. Op uitnodiging van het Jongelingsgenootschap sprak hij op 19 juli 1855 op een openbare vergadering in Amsterdam, waarbij de penningmeester van het genootschap als tolk fungeerde. In 1858 hield hij een lezing in Leeuwarden waarbij Moquette voor de Nederlandse vertaling zorgde. Het contact met de Britse anti-slavernijbeweging riep weerstand op bij de oudere elitaire abolitionisten die in 1842 de Nederlandsche Maatschappij ter Bevordering van de Afschaffing der Slavernij (NMBAS) hadden opgericht. "Jonge mensen uit Amsterdam, zonder twijfel met de beste intenties, maar met zeer weinig kennis" waren de woorden die de secretaris gebruikte om het Jongelingsgenootschap aan te duiden.
De activiteiten van Moquette werden ondersteund door de historicus en abolitionist Julien Wolbers. Twee jaar eerder had Wolbers een brochure gepubliceerd: De slavernij in Suriname of dezelfde gruwelen der slavernij die in de 'Negerhut' geschetst zijn, bestaan ook in onze West-Indische koloniën. Wolbers was ontevreden over de gezagsgetrouwe opstelling van de NMBAS en steunde het streven naar een brede volksbeweging. Het Jongelingsgenootschap hielp op zijn beurt Wolbers met de financiering van de uitgave Noodkreet, waarin een plan werd gepresenteerd om een Surinaamse katoenplantage te kopen. In het plan was een voornemen opgenomen om de 334 slaafgemaakten die op de plantage werkten vrij te maken. Het plan werd door de NMBAS "dwaas en ondoordacht" genoemd.
Het NMBAS speelde een belangrijke rol bij de politieke discussies en besluitvorming over de afschaffing van de slavernij. Vrouwen konden echter geen lid worden en jongeren werden terechtgewezen om hun opvattingen. Met het oprichten van het Damescomité en het Jongelingsgenootschap hebben Bergendahl en Moquette gezorgd voor een breed draagvlak onder de bevolking dat uiteindelijk leidde tot het einde van de slavernij in de Nederlandse kolonies.

## Tentoonstelling 2024
Het Verzetsmuseum Amsterdam organiseerde in samenwerking met het Nationaal Slavernijmuseum in 2024 een tentoonstelling over het verzet van slaafgemaakten op de plantages en het verzet tegen de slavernij in Nederland. Op de tentoonstelling wordt speciale aandacht besteed aan de activiteiten van Frits Moquette.
- Biografisch Portaal: 64083254
- Virtual International Authority File: 282299695